# L'Heure du crime (émission de radio)
Pour les articles homonymes, voir L'Heure du crime.
L'Heure du crime est une émission de radio française, consacrée aux faits divers ainsi qu'aux enquêtes policières, présentée par Jean-Alphonse Richard depuis 2020.
Dans cette émission, Jean-Alphonse Richard évoque une affaire judiciaire, criminelle ou une enquête de police qui a secoué la France. Assisté d'un ou plusieurs invités, il dresse une vue d'ensemble et fait revivre, à travers des archives ou encore des témoignages, ses différentes histoires.

## Historique
Cette émission est diffusée depuis le 23 août 2010 sur RTL d'abord de 14 h à 15 h, puis de 20 h à 21 h de 28 août 2017 au 1er juillet 2021, puis de 14 h 30 à 15 h 30 depuis le 23 août 2021.
En 2020, Jacques Pradel fête les dix ans de son émission sur RTL, dont les podcasts sont des plus écoutés de la station.
Le 2 juillet 2020, Jacques Pradel présente sa dernière heure du crime sur l'affaire Grégory et est remplacé par Jean-Alphonse Richard la rentrée suivante.

## Épisodes diffusés
Le 6 janvier 2016, l'émission raconte l'affaire Barbot-Livet dans l'épisode intitulé « Anne Barbot, la disparue de Vritz ».
Le 6 janvier 2016, l'émission revient sur l'affaire Dupont de Ligonnès au cours de laquelle les invités Jean-Michel Laurence et Béatrice Fonteneau présentent leur ouvrage Le Mystère Dupont de Ligonnès aux éditions l'Archipel.
Le 4 avril 2016, dans l'épisode intitulé « Les prototypes du crime », les invités Michel Mary, Frédéric Ploquin et Dominique Rizet viennent présenter le livre True crime.
Le 9 septembre 2016, l'émission raconte l'affaire Paquita Parra dans l'épisode intitulé « L'affaire Paquita Parra ».
Le 28 septembre 2016, l'émission raconte le double meurtre de Montigny-lès-Metz dans l'épisode intitulé « Le double meurtre de Montigny-lès-Metz : 30 ans d’impasse judiciaire »,.
Le 27 janvier 2017, l'émission raconte l'affaire des frères Jourdain dans l'épisode intitulé « Il y a 20 ans : le quadruple meurtre des frères Jourdain ».
Le 28 avril 2021, l'émission raconte l'affaire du curé d'Uruffe, dans l'épisode Le curé d'Uruffe, un diable assassin.
Le 28 mars 2024, l'affaire Anne-Charlotte Poncin est traitée dans l'épisode L'affaire Poncin, le secret des mariées d'Ambérieu-en-Bugey, présenté par Jean-Alphonse Richard avec le père de la victime et son avocat.
Le 3 octobre 2024, l'affaire Éric Peugeot, dénommée L'enquête - Eric Peugeot : l'enlèvement brutal d'un enfant, présenté par Jean-Alphonse Richard.
Le 29 novembre 2024 l'Affaire Vincent Lambert avec le Docteur Eric Kariger et l'avocat Chemla.